# Bartholomäus Leonhard von Schwendendörffer
Bartholomäus Leonhard von Schwendendörffer (* 2. August 1631 in Leipzig; † 16. Juli 1705 ebenda) war ein deutscher Rechtswissenschaftler.

## Leben
Der Sohn des Leipziger Rechtsprofessors Georg Tobias Schwendendörffer (1597–1681) hatte das Gymnasium in Leipzig besucht und ein Studium an der Universität Jena aufgenommen. Nach einem Wechsel an die Universität Leipzig wurde er 1655 Lizentiat und 1656 Doktor der Rechte. Im Jahr seiner Promotion trat er eine Stelle als Advokat am kurfürstlich sächsischen Oberhofgericht in Leipzig an. 1659 wurde er Professor an der juristischen Fakultät für de Verb. S. & Regulis Juris und stieg 1660 in die Professur der Institutionen auf. 1669 wurde er Professor der Digesten und noch im selben Jahr Professor des Kodex.
Zugleich war er Assessor am Leipziger Oberhofgericht sowie an der Juristischen Fakultät. 1670 wurde er Decemvir der Hochschule, 1699 Senior der Meißnischen Nation und 1708 Domherr am Stift Merseburg. Diese Aufgaben versah er bis zu seinem Tod, der durch eine Wassersucht hervorgerufen wurde. Schwendendörffer schildern seine Zeitzeugen als bescheidenen und nüchtern analysierenden Menschen, der unter anderem das ihm angetragene Rektorat der Hochschule ablehnte. Als Schriftsteller war Schwendendörffer hauptsächlich auf prozessualem Gebiete tätig. Er beteiligte sich auch bei der Ausarbeitung der sächsischen Gerichts- und Wechselordnung.

## Familie

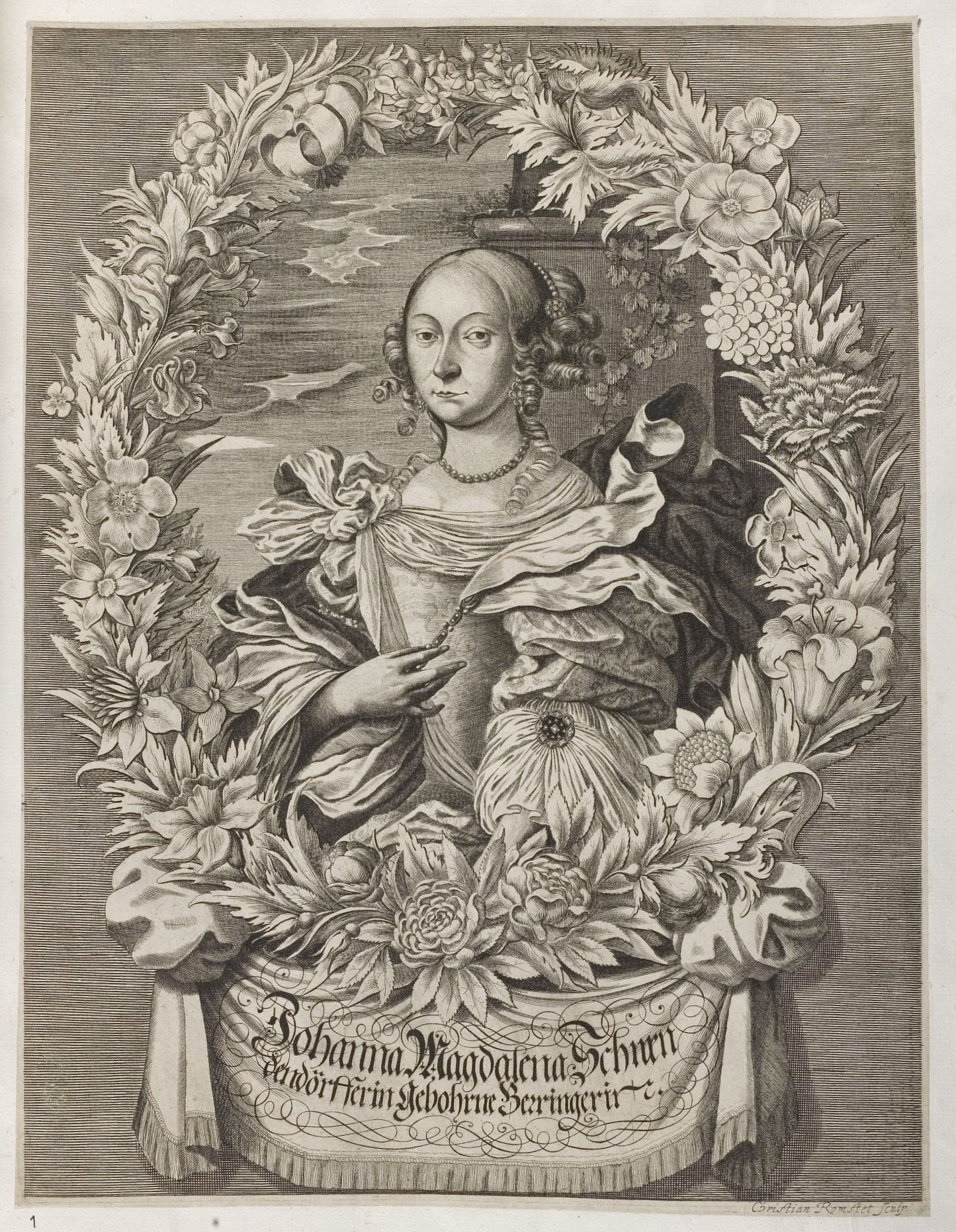
Johanna Magdalena von Schwendendörffer, geb. Beringer, Kupferstich von Christian Romstet

Schwendendörffer war zweimal verheiratet. Am 3. September 1672 heiratete er Johanna Magdalena Berringer (16. Juni 1656 in Dresden; † 25. Dezember 1679 in Leipzig), Tochter des kurfürstlich sächsischen Hof-, Konsistorial- und Kirchenrats in Dresden Gottfried Berringer (* 20. November 1613; † 5. Mai 1677) und dessen Frau Barbara, Tochter des sächsischen Hof- und Justizrates in Dresden Johann Scheede. Aus der Ehe gingen zwei Söhne und drei Töchter hervor. Die zweite Ehe mit Margaretha Rosina Weiß (* 20. September 1643 in Zeitz; † 9. Juni 1702 in Leipzig) blieb kinderlos. Von den Kindern kennt man:
- Georg Gottfried Schwendendörffer (* 8. Dezember 1673 in Leipzig; † 17. Juni 1700 ebenda)[4]
- Johann Leonhard Schwendörffer (* 31. Juli 1676 in Leipzig)
- Barbara Concordia Schwendendörffer († jung)
- Johanna Elisabeth Schwendörffer, verheiratet mit Johann Frantz Born
- Anna Magdalena Schwendendörffer (* 5. November 1679 in Leipzig; † 8. August 1712 ebenda),[5] verheiratet mit Abraham Christian Platz